# 新光三越開發
新光三越開發（簡稱新光三越，英文簡稱SKM）是台灣一家開發土地與建案之開發公司，為新光三越百貨之關係企業，由新光集團與日本三越百貨在1989年共同合資成立，總部位於台北市，主要經營土地與百貨開發，並與政府合作開發BOT建案，從一般住宅、商業大樓買賣至土地開發，包含篩選投資標的、提供物件資訊、金流諮詢、買賣交易流程、物件管理服務等，2008年首次參與BOT共同開發，首次與高鐵合作開創高雄左營站附近商圈繁華。